# 승자의 저주
승자의 저주(영어: winner's curse)란 공통가치경매에서 최종입찰자가 실제의 가치보다 많은 돈을 주고 대상물을 구입하게 되거나 입찰에 필요한 가격보다 많은 가격을 주고 구입하게 되는 것을 뜻한다. 미국의 석유 유전 석유 채굴권을 낙찰 받은 기업들이 예상보다 낮은 수익률을 기록하는 것을 통해 관심의 대상이 되었다. 미국의 행동경제학자인 리처드 세일러가 1992년 출간한 책을 통해서 다시 한 번 알려지게 된다.
일반적으로는 기업의 M&A 경쟁에서, 매물로 나온 기업을 인수에 성공했지만 결과적으로 손해를 보는 경우에 많이 사용하는 용어이다. 예를 들어 인수한 기업의 가치를 실제보다 높게 산정하여 너무 비싼 값에 샀거나, 인수한 기업이 이후 주가가 떨어지거나 경영이 어려워지는 등의 후유증을 겪는 것을 말한다. 

## 사례
현대중공업이 세계 2위 D램 업체인 하이닉스 인수에 관심을 보인 직후 시가총액이 35억 달러가 증발한 것이 승자의 저주의 한 예로 볼 수 있다. 이 금액은 인수 예정이었던 하이닉스 지분 15%인 24억 달러보다도 큰 액수다.

## 같이 보기
- 이카루스 패러독스(영어판)
- 매너리즘
- 피로스의 승리

## 참고 문헌
- "Anomalies: The Winner's Curse". Journal of Economic Perspectives, Thaler, Richard H. (1988)